# آلبرتو داورسا
آلبرتو داورسا (ایتالیایی: Alberto D'Aversa؛ ‏ ۴ مارس ۱۹۲۰ – ۲۱ ژوئن ۱۹۶۹) کارگردان فیلم و فیلم‌نامه‌نویس اهل ایتالیا بود.
از فیلم‌هایی که وی در آن‌ها نقش داشته است، می‌توان به فقر مقدس من اشاره نمود.